# Александар Генис
Александар Александрович Генис (рус. Александр Александрович Генис; Рјазањ, 11. фебруар 1953) руски је књижевник, есејиста и књижевни критичар. Најпознатији је по својим есејима написаним у традици лирске култорологије. У њима једноставним и лиризованим језиком истражује различите књижевне феномене попут проблема превођења поезије, теоријске неухватљивости хумора, квалитета историографске нарације и путописне прозе, као и поновним ишчитавањем европског књижевног канона. Иако више од 30 година живи у Америци, првасходно пише на руском. Поред Русије, његове књиге се редовно штампају и у Србији, и то у издању издавачке куће Геопоетика.

## Биографија
Рођен је Рјазању 11. фебруара 1953. Након што је дипломирао на Летонском државном универзитету у Риги (тадашњи Совјетски Савез, данашња Летонија), емигрирао је 1977. у САД. Каријеру је започео у Њујорку, где се професионално формирао као књижевни критичар и есејиста, радећи као уредник публикација на руском језику и водећи културну рубрику руског радија. У Америци је сарађивао са руским писцима у емиграцији Јосифом Бродским и Сергејем Довлатовим. Након распада Совјетског Савеза, остварио је низ културних сарадњи са отаџбином. Водитељ је недељне емисије Амерички час са Александром Генисом на руском радију Слобода још од деведесетих година двадесетог века. Такође, колумниста је у руским либералним новинама Новаја Газета. Водио је телевизијску емисију Александар Генис: Писма из Америке на руском каналу Култура. Отац је новинара Данијела Гениса. 

## Одабрана дела
- Америчка азбука (1994),
- Црвени хлеб, кулинарски аспекти совјетске цивилизације (1995)
- Кула Вавилонска, уметност времена садашњег (1996)
- Десет разговора о новој руској књижевности (1997)
- Тама и тишина, уметност одузимања (1998)
- Довлатов и околина, филолошки роман (1999)
- Иван Петровић је умро (1999)
- Колоплет (2002)
- Пејзажи (2002)
- Часови читања, камасутра читања (2013)
- Космополита (2014)